# Merkurovo magnetsko polje
Merkurovo magnetsko polje približno je magnetski dipol (što znači da polje ima samo dva magnetska pola) te naizgled globalno magnetsko polje, na planetu Merkur. Podatci Marinera 10 doveli su do njegovog otkrića 1974.; svemirska letjelica izmjerila je snagu polja kao 1,1 % jačine Zemljinog magnetskog polja. Podrijetlo magnetskog polja može se objasniti teorijom dinama. Magnetsko polje je dovoljno jako blizu udarnog fronta da uspori sunčev vjetar, koji inducira magnetosferu.

## Snaga
Magnetsko polje je oko 1,1 % snažno kao Zemljino. Na Merkurovom ekvatoru relativna jakost magnetskog polja je oko 300 nT. Merkurovo magnetsko polje slabije je od Zemljinog jer se njegova jezgra ohladila i ukrutila brže od Zemljine. Iako je Merkurovo magnetsko polje mnogo slabije od Zemljinog magnetskog polja, ono je još uvijek dovoljno snažno da odbija sunčev vjetar, inducirajući magnetosferu. Budući da je Merkurovo magnetsko polje slabo, dok je međuplanetarno magnetsko polje s kojim ono međudjeluje u svojoj orbiti relativno jako, dinamički tlak sunčevog vjetra u orbiti Merkura također je tri puta veći nego na Zemlji.   

## Otkriće
Prije 1974. mislilo se da Merkur ne može stvarati magnetsko polje zbog relativno malog promjera i nedostatka atmosfere. Međutim, kada je Mariner 10 preletio pored Merkura (negdje oko travnja 1974.), otkrio je magnetsko polje koje je bilo oko 1/100 ukupne veličine Zemljinog magnetskog polja. Ali ovi preleti pružali su slab uvid u veličinu magnetskog polja, njegovu orijentaciju i njegove harmonične strukture, dijelom i zbog toga što je pokrivenost planetarnog polja bila loša i zbog nedostatka istodobnih promatranja gustoće i brzine sunčevog vjetra. Od otkrića, Merkurovo magnetsko polje privuklo je veliku pozornost, prvenstveno zbog Merkurove male veličine i spore 59-dnevne rotacije. 
Smatra se da magnetsko polje potječe od principa mehanizma dinama, iako je to još nepoznato. 

## Podrijetlo
Podrijetlo magnetskog polja može se objasniti teorijom dinama; tj. konvekcijom električno vodljivog rastaljenog željeza u vanjskoj jezgri planeta. Dinamo stvara velika željezna jezgra koja je potonula u središte mase planeta, tijekom godina nije se hladila, vanjska jezgra koja nije potpuno očvrsnula i kruži unutrašnjošću. Prije otkrića magnetskog polja 1974. godine smatralo se da se zbog Merkurove male veličine njegova jezgra tijekom godina potpuno ohladila. Još uvijek postoje poteškoće s ovom teorijom, uključujući činjenicu da Merkur ima sporu, 59-dnevnu rotaciju koja nije mogla omogućiti nastanak magnetskog polja. 
Ovaj je dinamo vjerojatno slabiji od zemaljskog jer ga pokreće termo-kompozicijska konvekcija povezana s ukrućivanjem unutarnje jezgre. Toplinski gradijent na granici jezgra-plašt je subadiabatski, pa je stoga vanjsko područje tekuće jezgre stabilno slojevito, a dinamo djeluje samo na dubini, gdje nastaje snažno polje. Zbog sporog okretanja planeta, rezultirajućim magnetskim poljem dominiraju sitne komponente koje brzo fluktuiraju s vremenom. Zbog slabog unutarnje generiranog magnetskog polja također je moguće da magnetsko polje generirano magnetskim pauzijskim strujama ima negativne povratne informacije o dinamo procesima, uzrokujući slabljenje ukupnog polja.

## Magnetski polovi i magnetsko mjerenje
Kao i Zemljino, Merkurovo je magnetsko polje nagnuto, što znači da se magnetski polovi ne nalaze na istom području kao i zemljopisni polovi. Kao posljedica asimetrije sjever-jug u unutarnjem magnetskom polju Merkura, geometrija linija magnetskog polja različita je u sjevernom i južnom Merkurovom polarnom području. Konkretno, magnetska „polarna kapa“ gdje su polja polja otvorena za međuplanetarni medij mnogo je veća u blizini južnog pola. Ova geometrija podrazumijeva da je područje južnog polariteta mnogo više izloženo nabijenim česticama zagrijanim i ubrzanim interakcijama sunčevog vjetra i magnetosfere nego na sjeveru.
Bilo je različitih načina kojima je mjereno magnetsko polje Merkura. Općenito, izvedeni ekvivalent unutarnjeg dipolnog polja je manji od pretpostavljenog na osnovi veličine i oblika magnetosfere (~ 150-200 nT R3). Nedavna radarska mjerenja Merkurove rotacije otkrila su blago ljuljanje objašnjavajući da je Merkurova jezgra barem djelomično rastopljena, što implicira da željezni „snijeg“ pomaže u održavanju magnetskog polja. Tijekom prvih 88 dana u orbiti oko Merkura, MESSENGER je izvršio šest različitih mjerenja magnetskog polja dok je prolazio kroz Merkurovu magnetopauzu.